# Nuoto ai campionati mondiali di nuoto 2013 - 100 metri dorso femminili
Le qualifiche per la semifinale si sono svolte la mattina del 29 luglio 2013, mentre la semifinale si è svolta la sera dello stesso giorno. La finale, invece, si è svolta la sera del 30 luglio 2013.

## Medaglie
| Posizione | Atleta         | Paese       |
| --------- | -------------- | ----------- |
| Oro       | Missy Franklin | Stati Uniti |
| Argento   | Emily Seebohm  | Australia   |
| Bronzo    | Aya Terakawa   | Giappone    |

## Record
Prima della manifestazione il record del mondo (WR) e il record dei campionati (CR) erano i seguenti.
| Record mondiale       | 58"12 | Gemma Spofforth Gran Bretagna | 28 luglio 2009 Roma, Italia |
| Record dei campionati | 58"12 | Gemma Spofforth Gran Bretagna | 28 luglio 2009 Roma, Italia |

Nel corso della competizione non sono stati migliorati record.

## Risultati

### Batterie
| Pos. | Batteria | Corsia | Atleta                   | Nazionalità             | Tempo   | Note  |
| ---- | -------- | ------ | ------------------------ | ----------------------- | ------- | ----- |
| 1    | 4        | 4      | Missy Franklin           | Stati Uniti             | 59"13   | Q     |
| 2    | 4        | 6      | Katinka Hosszú           | Ungheria                | 59"40   | Q, WD |
| 3    | 5        | 5      | Elizabeth Pelton         | Stati Uniti             | 59"94   | Q     |
| 4    | 3        | 5      | Fu Yuanhui               | Cina                    | 1'00"01 | Q     |
| 5    | 5        | 4      | Emily Seebohm            | Australia               | 1'00"02 | Q     |
| 6    | 4        | 3      | Simona Baumrtova         | Rep. Ceca               | 1'00"05 | Q     |
| 7    | 3        | 4      | Aya Terakawa             | Giappone                | 1'00"09 | Q     |
| 8    | 5        | 3      | Sinead Russell           | Canada                  | 1'00"17 | Q     |
| 9    | 4        | 5      | Belinda Hocking          | Australia               | 1'00"39 | Q     |
| 10   | 5        | 2      | Daryna Zevina            | Ucraina                 | 1'00"43 | Q     |
| 11   | 4        | 2      | Cloe Credeville          | Francia                 | 1'00"70 | Q     |
| 12   | 3        | 6      | Duane Da Rocha Marce     | Spagna                  | 1'00"80 | Q     |
| 13   | 4        | 7      | Zhou Yanxin              | Cina                    | 1'00"99 | Q     |
| 14   | 3        | 1      | Mercedes Peris Minguet   | Spagna                  | 1'01"19 | Q     |
| 15   | 3        | 3      | Lauren Quigley           | Gran Bretagna           | 1'01"23 | Q     |
| 16   | 3        | 0      | Karin Prinsloo           | Sudafrica               | 1'01"25 | Q     |
| 17   | 4        | 1      | Kimberly Buys            | Belgio                  | 1'01"35 | Q     |
| 18   | 5        | 0      | Carolina Colorado Henao  | Colombia                | 1'01"41 |       |
| 19´  | 5        | 6      | Georgia Davies           | Gran Bretagna           | 1'01"61 |       |
| 20   | 5        | 1      | Eyglo Osk Gustafsdottir  | Islanda                 | 1'01"71 |       |
| 21   | 3        | 7      | Etiene Medeiros          | Brasile                 | 1'01"75 |       |
| 22   | 5        | 9      | Klaudia Nazieblo         | Polonia                 | 1'01"77 |       |
| 23   | 5        | 8      | Maria Fernanda Gonzalez  | Messico                 | 1'01"84 |       |
| 24   | 1        | 9      | Daria Ustinova           | Russia                  | 1'02"04 |       |
| 25   | 2        | 5      | Au Hoi Shun Stephanie    | Hong Kong               | 1'02"10 |       |
| 26   | 2        | 6      | Gisela Morales           | Guatemala               | 1'02"12 |       |
| 27   | 3        | 9      | Yekaterina Rudenko       | Kazakistan              | 1'02"49 |       |
| 28   | 3        | 2      | Sayaka Akase             | Giappone                | 1'02"51 |       |
| 29   | 4        | 9      | Ekaterina Avramova       | Bulgaria                | 1'02"79 |       |
| 30   | 2        | 4      | Halime Zulal Zeren       | Turchia                 | 1'02"91 |       |
| 31   | 4        | 8      | Selina Hocke             | Germania                | 1'02"94 |       |
| 32   | 5        | 7      | Kristina Steins          | Canada                  | 1'03"15 |       |
| 33   | 3        | 8      | Li Tao                   | Singapore               | 1'03"31 |       |
| 34   | 2        | 8      | Zanre Oberholzer         | Namibia                 | 1'03"36 |       |
| 35   | 2        | 3      | Yulduz Kuchkarova        | Uzbekistan              | 1'03"54 |       |
| 36   | 2        | 9      | Tatiana Perstniova       | Moldavia                | 1'03"59 |       |
| 37   | 4        | 0      | Kim Jihyun               | Corea del Sud           | 1'04"66 |       |
| 38   | 2        | 1      | Karen Alejandra Vilorio  | Honduras                | 1'04"79 |       |
| 39   | 2        | 2      | Mckayla Lightbourn       | Bahamas                 | 1'04"97 |       |
| 40   | 2        | 0      | Birita Debes             | Fær Øer                 | 1'05"64 |       |
| 41   | 2        | 7      | Ines Remersaro           | Uruguay                 | 1'06"70 |       |
| 42   | 1        | 4      | Siona Huxley             | Saint Lucia             | 1'09"05 |       |
| 43   | 1        | 3      | Evelina Afoa             | Samoa                   | 1'09"11 |       |
| 44   | 1        | 5      | Weng I Kuan              | Macao                   | 1'09"70 |       |
| 44   | 1        | 6      | Nadeera Jayasekera       | Sri Lanka               | 1'09"70 |       |
| 46   | 1        | 7      | Caylee Watson            | Isole Vergini Americane | 1'09"90 |       |
| 47   | 1        | 2      | Elvira Hasanova          | Azerbaigian             | 1'10"47 |       |
| 48   | 1        | 8      | Nur Hamizah Ahmad        | Brunei                  | 1'13"25 |       |
| 49   | 1        | 1      | Altansukh Nomin          | Mongolia                | 1'18"95 |       |
| 50   | 1        | 0      | Vivie Geneva Chamberlain | Laos                    | 1'29"16 |       |

### Semifinali

#### Semifinale 1
| Pos. | Corsia | Atleta           | Nazionalità   | Tempo   | Note |
| ---- | ------ | ---------------- | ------------- | ------- | ---- |
| 1    | 5      | Emily Seebohm    | Australia     | 59"38   | Q    |
| 2    | 4      | Elizabeth Pelton | Stati Uniti   | 59"44   | Q    |
| 3    | 3      | Aya Terakawa     | Giappone      | 59"80   | Q    |
| 4    | 6      | Belinda Hocking  | Australia     | 1'00"24 | Q    |
| 5    | 7      | Zhou Yanxin      | Cina          | 1'00"85 |      |
| 6    | 1      | Lauren Quigley   | Gran Bretagna | 1'00"96 |      |
| 7    | 2      | Cloe Credeville  | Francia       | 1'01"16 |      |
| 8    | 8      | Kimberly Buys    | Belgio        | 1'01"24 |      |

#### Semifinale 2
| Pos. | Corsia | Atleta           | Nazionalità | Tempo   | Note |
| ---- | ------ | ---------------- | ----------- | ------- | ---- |
| 1    | 4      | Missy Franklin   | Stati Uniti | 59"31   | Q    |
| 2    | 5      | Fu Yuanhui       | Cina        | 59"82   | Q    |
| 3    | 2      | Daryna Zevina    | Ucraina     | 59"90   | Q    |
| 4    | 3      | Simona Baumrtová | Rep. Ceca   | 59"99   | Q    |
| 5    | 6      | Sinead Russell   | Canada      | 1'00"37 |      |
| 6    | 7      | Duane Da Rocha   | Spagna      | 1'00"53 |      |
| 7    | 8      | Karin Prinsloo   | Sudafrica   | 1'01"05 |      |
| 8    | 1      | Mercedes Peris   | Spagna      | 1'01"59 |      |

### Finale
| Pos. | Corsia | Atleta           | Nazionalità | Tempo   | Note |
| ---- | ------ | ---------------- | ----------- | ------- | ---- |
|      | 4      | Missy Franklin   | Stati Uniti | 58"42   |      |
|      | 5      | Emily Seebohm    | Australia   | 59"06   |      |
|      | 6      | Aya Terakawa     | Giappone    | 59"23   |      |
| 4    | 3      | Elizabeth Pelton | Stati Uniti | 59"45   |      |
| 5    | 2      | Fu Yuanhui       | Cina        | 59"61   |      |
| 6    | 1      | Simona Baumrtová | Rep. Ceca   | 59"84   |      |
| 7    | 7      | Daryna Zevina    | Ucraina     | 1'00"16 |      |
| 8    | 8      | Belinda Hocking  | Australia   | 1'00"29 |      |